# HD 194783
HD 194783，又名CD-3614166，SAO 212160、HR 7817，是一颗恒星，视星等为6.1，位于銀經6.69，銀緯-34.31，其B1900.0坐标为赤經20h 22m 21.8s，赤緯-35° -34.31′ 32″。

## 特性
- 光谱分类：B8II/II
- B−V色指数：-0.11

## 自行 (μ)
- 赤经：-9 mas/yr
- 赤纬：- mas/yr

## 其它命名
CD-3614166，SAO 212160，HD 194783，HR 7817